# Ranunculaceae
Ranunculaceae (Ranunculáceas) são uma família de plantas pertencente ao grupo das Angiospermas (plantas com flor - Divisão Magnoliophyta), pertencente à ordem Ranunculales. Segundo o APG IV (2016), a ordem Ranunculales está no grande clado das Eudicotiledôneas e é grupo irmão de todas as demais ordens pertencentes a este clado. Dentro de Ranunculales, Eupteleaceae é grupo irmão de papaveraceae e de todas as outras famílias de Ranunculales,  denominadas Ranunculales nucleares (Berberidaceae, Circaeasteraceae, Lardizabalaceae, Menispermaceae, e Ranunculaceae). Dentro deste grande clado das Ranunculales nucleares, Ranunculaceae é grupo irmão de Berberidaceae. As plantas desta família têm importância farmacêutica e médica, além de possuírem complexos compostos químicos, que representam importantes características taxonômicas.

## Etimologia
O nome genérico, Ranunculus, vem do latim e significa «rãzinha», trata-se, portanto do diminutivo de rāna, que quer dizer «rã».
Foi graças a Plínio, autor e naturalista latino, que nos chegou esta etimologia, Esta designação é mercê da ecologia habitual das espécies deste género de planta, que preferem as zonas húmidas, umbrosas e uliginosas, que por sinal coincidem com o habitat do anfíbio homónimo.

## Morfologia
Ranunculaceae consiste de plantas terrestres ou aquáticas, arbustivas, herbáceas ou lianas perenes ou anuais. Suas folhas são espiralas, simples ou compostas, estipuladas ou não. A inflorescência é um cimo ou uma flor solitária. Suas flores são bissexuais, raramente unissexuais, actinomórficas ou zigomórficas, hipoginais.
O perianto é diclamídeo, com hipanto ausente. O cálice é aposépalo, com 5 a 8 partes, geralmente petalóide. A corola é apopétala, com poucas a muitas partes (raramente 0). Seus estames são livres, múltiplos, espiralados ou raramente verticilados. Suas anteras tem deiscência longitudinal, tetrasporangiadas e com duas tecas. O gineceu é apocárpico (raramente sincárpico), usualmente com 1 ou poucos pistilos/carpelos, multilocular e com ovário súpero. A placentação é marginal, apical ou basal e axilar nos grupos sincárpicos.
Seu fruto é do tipo aquênio, baga ou agregado de foliculos. A polinização é geralmente por insetos ou pelo vento.

## Distribuição
As Ranunculáceas possuem uma distribuição cosmopolita, com cerca de 65 gêneros e 2 377 espécies. 

### Brasil
No Brasil, ocorrem cerca de 4 gêneros com 19 espécies, sendo 6 endêmicas. A maior parte das espécies está concentrada no Sul e Sudeste do país, porém são também encontradas na Amazônia, Caatinga, Cerrado, Mata-Atlântica, Pampa e Pantanal. Podem se desenvolver em formações vegetais como campos de altitude, campo limpo, floresta ciliar, floresta de terra firme, floresta estacional semidecidual, floresta pluvial, vegetação aquática e até em áreas antrópicas.
Encontram-se representantes nas 5 regiões do país:
- Norte (Acre, Amazonas, Pará, Roraima)

- Nordeste (Alagoas, Bahia, Ceará, Paraíba, Pernambuco, Rio Grande do Norte, Sergipe)

- Centro-oeste (Distrito Federal, Goiás, Mato Grosso do Sul, Mato Grosso)

- Sudeste (Espírito Santo, Minas Gerais, Rio de Janeiro, São Paulo)

- Sul (Paraná, Rio Grande do Sul, Santa Catarina)[11]

## Importância econômica
Muitas plantas desta família são usadas para ornamentação, como a anemone-do-Japão (Anemone japonica), a columbina (Aquilegia vulgais), os clemantis (Clematis spp.), a esporinha (Consolida ajacis), a esporinha-gigante (Delphinium elatum) e a celidônia (Ranunculus ficaria). Também são utilizadas na medicina, como a Hydrastis canadensis, e na culinária, em que as sementes de Nigella sativa são usadas como especiaria na culinária indiana e do Oriente-médio.

## Gêneros
- Aconitum
- Actaea
- Adonis
- Anemoclema
- Anemone
- Anemonella
- Anemonidium
- Anemonoides
- Anemonopsis
- Aquilegia
- Arcteranthis
- Asteropyrum
- Barneoudia
- Batrachium
- Beckwithia
- Beesia
- Calathodes
- Callianthemoides
- Callianthemum
- Caltha
- Ceratocephala
- Ceratocephalus
- Cimicifuga
- Clemantis
- Consolida
- Coptidium
- Coptis
- Cyrtorhyncha
- Delphinium
- Dichocarpum
- Enemion
- Eranthis
- Ficaria
- Glaucidium
- Halerpestes
- Hamadryas
- Helleborus
- Hepatica
- Hydrastis
- Isopyrum
- Knowltonia
- Krapfia
- Laccopetalum
- Leptopyrum
- Leucocoma
- Metanemone
- Miyakea
- Myosurus
- Naravelia
- Nigella
- Oreithales
- Oxygraphis
- Paraquilegia
- Peltocalathos
- Psychrophila
- Pulsatilla
- Ranunculus
- Semiaquilegia
- Shibaterantis
- Thalictrum
- Trautvetteria
- Trollius
- Urophysa
- Viorna
- Xanthorhiza.

Na classificação taxonômica de Jussieu (1789), Ranunculaceae é o nome de uma ordem botânica da classe Dicotyledones, Monoclinae (flores hermafroditas ), Polypetalae ( corola com duas ou mais pétalas) e estames hipogínicos (quando os estames estão inseridos abaixo do nível do ovário). Esta ordem no Sistema de Jussieu apresenta 24 gêneros.